# Víctor Carrasco Amilibia
Víctor Carrasco Amilibia (17 de abril de 1875 - ?) fue un militar español.
Se formó en el arma de artillería y llegó al rango de general de brigada. En julio de 1936 era comandante militar de Logroño y estaba al mando de la 6.ª Brigada de Artillería, perteneciente a la VI División Orgánica. A pesar de su dudosa actitud estuvo implicado en la conspiración militar, y el 19 de julio Carrasco Amilibia declaró el estado de guerra en Logroño y detuvo al gobernador civil, pero no llevó a cabo más acciones. Cuando al día siguiente llegó la columna del coronel García-Escámez, procedente de Pamplona, hubo de hacer frente a las resistencias que surgieron en la ribera del Ebro, previo paso de su marcha hacia Madrid. Después de dominar la situación, García-Escámez le recriminó su actitud vacilante y lo destituyó, sustituyéndole por el coronel Martínez Zaldívar. Juzgado por un tribunal militar, fue condenado a tres años de prisión y expulsado del Ejército. El 19 de noviembre de 1939 fue puesto en libertad.

## Familia
Era hermano del también militar León Carrasco Amilibia.